# Volta a la Comunitat Valenciana 2006
La Volta a la Comunitat Valenciana 2006, sessantaquattresima edizione della corsa valevole come prova del circuito UCI Europe Tour 2006 categoria 2.1, si svolse in cinque tappe dal 21 al 25 febbraio 2006 per un percorso totale di 799,7 km, con partenza da Calp e arrivo a Valencia. Fu vinta dallo spagnolo Antonio Colom del team Caisse d'Epargne-Illes Balears, che si impose in 19 ore 19 minuti e 17 secondi, alla media di 41,38 km/h.
Al traguardo di Valencia 109 ciclisti conclusero la vuelta.

## Tappe
| Tappa  | Data        | Percorso              | km    | Vincitore di tappa  | Leader cl. generale |
| ------ | ----------- | --------------------- | ----- | ------------------- | ------------------- |
| 1ª     | 21 febbraio | Calp > Calp           | 148,2 | Aleksandr Kolobnev  | Aleksandr Kolobnev  |
| 2ª     | 22 febbraio | Vila Real > Vila Real | 152   | Alessandro Petacchi | Aleksandr Kolobnev  |
| 3ª     | 23 febbraio | Sagunto > Sagunto     | 162,5 | Alessandro Petacchi | Aleksandr Kolobnev  |
| 4ª     | 24 febbraio | Alzira > El Campello  | 161   | Antonio Colom       | Antonio Colom       |
| 5ª     | 25 febbraio | Valencia > Valencia   | 176   | Daniele Bennati     | Antonio Colom       |
| Totale | Totale      | Totale                | 799,7 |                     |                     |

## Squadre e corridori partecipanti
| N.    | Cod. | Squadra                        |
| ----- | ---- | ------------------------------ |
| 1-8   | MRM  | Team Milram                    |
| 11-18 | ECV  | Comunidad Valenciana           |
| 21-28 | CEI  | Caisse d'Epargne-Illes Balears |
| 31-38 | EUS  | Euskaltel-Euskadi              |
| 41-48 | SDV  | Saunier Duval-Prodir           |
| 51-58 | LSW  | Liberty Seguros-Würth          |
| 61-68 | PHO  | Phonak Hearing Systems         |
| 71-78 | FDJ  | Française des Jeux             |
| 81-88 | LAM  | Lampre-Fondital                |

| N.      | Cod. | Squadra               |
| ------- | ---- | --------------------- |
| 91-98   | RAB  | Rabobank              |
| 101-108 | A2R  | AG2R Prévoyance       |
| 111-118 | REL  | Relax-GAM             |
| 121-127 | MOL  | 3 Molinos Resort      |
| 131-138 | KAI  | Kaiku                 |
| 141-148 | ORB  | Orbea                 |
| 151-158 | SPI  | Spiuk-Extremadura     |
| 161-168 | APV  | Andalucía-Paul Versan |

## Dettagli delle tappe

### 1ª tappa
- 21 febbraio: Calp > Calp – 148,2 km

Risultati
| Pos. | Corridore           | Squadra       | Tempo    |
| ---- | ------------------- | ------------- | -------- |
| 1    | Aleksandr Kolobnev  | Rabobank      | 3h35'08" |
| 2    | Francisco Ventoso   | Saunier Duval | a 27"    |
| 3    | Alessandro Petacchi | Team Milram   | s.t.     |

| Pos. | Corridore          | Squadra        | Tempo    |
| ---- | ------------------ | -------------- | -------- |
| 1    | Aleksandr Kolobnev | Rabobank       | 3h34'55" |
| 2    | Francisco Ventoso  | Saunier Duval  | a 34"    |
| 3    | Julián Sánchez     | Comunidad Val. | a 35"    |

### 2ª tappa
- 22 febbraio: Vila Real > Vila Real – 152 km

Risultati
| Pos. | Corridore           | Squadra       | Tempo    |
| ---- | ------------------- | ------------- | -------- |
| 1    | Alessandro Petacchi | Team Milram   | 3h35'41" |
| 2    | Danilo Napolitano   | Lampre        | s.t.     |
| 3    | Francisco Ventoso   | Saunier Duval | s.t.     |

| Pos. | Corridore           | Squadra       | Tempo    |
| ---- | ------------------- | ------------- | -------- |
| 1    | Aleksandr Kolobnev  | Rabobank      | 7h10'36" |
| 2    | Alessandro Petacchi | Team Milram   | a 26"    |
| 3    | Francisco Ventoso   | Saunier Duval | a 29"    |

### 3ª tappa
- 23 febbraio: Sagunto > Sagunto – 162,5 km

Risultati
| Pos. | Corridore           | Squadra      | Tempo    |
| ---- | ------------------- | ------------ | -------- |
| 1    | Alessandro Petacchi | Team Milram  | 3h46'56" |
| 2    | Danilo Napolitano   | Lampre       | s.t.     |
| 3    | Allan Davis         | Liberty Seg. | s.t.     |

| Pos. | Corridore           | Squadra     | Tempo     |
| ---- | ------------------- | ----------- | --------- |
| 1    | Aleksandr Kolobnev  | Rabobank    | 10h57'31" |
| 2    | Alessandro Petacchi | Team Milram | a 17"     |
| 3    | Danilo Napolitano   | Lampre      | a 29"     |

### 4ª tappa
- 24 febbraio: Alzira > El Campello – 161 km

Risultati
| Pos. | Corridore       | Squadra        | Tempo    |
| ---- | --------------- | -------------- | -------- |
| 1    | Antonio Colom   | Caisse d'Epar. | 4h10'16" |
| 2    | David Bernabéu  | Comunidad Val. | a 11"    |
| 3    | Ricardo Serrano | Kaiku          | a 13"    |

| Pos. | Corridore       | Squadra        | Tempo     |
| ---- | --------------- | -------------- | --------- |
| 1    | Antonio Colom   | Caisse d'Epar. | 15h08'18" |
| 2    | Ricardo Serrano | Kaiku          | a 13"     |
| 3    | David Bernabéu  | Comunidad Val. | a 15"     |

### 5ª tappa
- 25 febbraio: Valencia > Valencia – 176 km

Risultati
| Pos. | Corridore         | Squadra  | Tempo    |
| ---- | ----------------- | -------- | -------- |
| 1    | Daniele Bennati   | Lampre   | 4h10'55" |
| 2    | Danilo Napolitano | Lampre   | a 4"     |
| 3    | Erik Dekker       | Rabobank | s.t.     |

| Pos. | Corridore       | Squadra        | Tempo     |
| ---- | --------------- | -------------- | --------- |
| 1    | Antonio Colom   | Caisse d'Epar. | 19h19'17" |
| 2    | Ricardo Serrano | Kaiku          | a 11"     |
| 3    | David Bernabéu  | Comunidad Val. | a 12"     |

## Evoluzione delle classifiche
| Tappa              | Vincitore           | Classifica generale | Classifica scalatori | Classifica a punti  | Classifica combinata | Classifica a squadre |                            |
| ------------------ | ------------------- | ------------------- | -------------------- | ------------------- | -------------------- | -------------------- | -------------------------- |
| 1ª                 | Aleksandr Kolobnev  | Aleksandr Kolobnev  | Fabrizio Guidi       | Aleksandr Kolobnev  | Aleksandr Kolobnev   | Rabobank             |                            |
| 2ª                 | Alessandro Petacchi | Aleksandr Kolobnev  | Adrián Palomares     | Alessandro Petacchi | Aleksandr Kolobnev   | Rabobank             |                            |
| 3ª                 | Alessandro Petacchi | Aleksandr Kolobnev  | Adrián Palomares     | Alessandro Petacchi | Aleksandr Kolobnev   | Rabobank             | Comunidad Valenciana-Elche |
| 4ª                 | Antonio Colom       | Antonio Colom       | Adrián Palomares     | Alessandro Petacchi | Ricardo Serrano      | Euskaltel-Euskadi    | Comunidad Valenciana-Elche |
| 5ª                 | Daniele Bennati     | Antonio Colom       | Adrián Palomares     | Alessandro Petacchi | Ricardo Serrano      | Euskaltel-Euskadi    | Comunidad Valenciana-Elche |
| Classifiche finali | Classifiche finali  | Antonio Colom       | Adrián Palomares     | Alessandro Petacchi | Ricardo Serrano      | Euskaltel-Euskadi    |                            |

## Classifiche finali

### Classifica generale
| Pos. | Corridore          | Squadra         | Tempo     |
| ---- | ------------------ | --------------- | --------- |
| 1    | Antonio Colom      | Caisse d'Epar.  | 19h19'17" |
| 2    | Ricardo Serrano    | Kaiku           | a 11"     |
| 3    | David Bernabéu     | Comunidad Val.  | a 12"     |
| 4    | Aleksandr Kolobnev | Rabobank        | a 15"     |
| 5    | Francisco Vila     | Lampre          | a 25"     |
| 6    | Gorka González     | Euskaltel       | a 37"     |
| 7    | David López García | Euskaltel       | a 46"     |
| 8    | Koos Moerenhout    | Phonak          | a 47"     |
| 9    | Thomas Löfkvist    | Franc. des Jeux | a 49"     |
| 10   | Santos González    | 3 Molinos       | s.t.      |

### Classifica a punti
| Pos. | Corridore           | Squadra       | Punti |
| ---- | ------------------- | ------------- | ----- |
| 1    | Alessandro Petacchi | Team Milram   | 80    |
| 2    | Danilo Napolitano   | Lampre        | 66    |
| 3    | Ricardo Serrano     | Kaiku         | 49    |
| 4    | Francisco Ventoso   | Saunier Duval | 47    |
| 5    | Aleksandr Kolobnev  | Rabobank      | 43    |

### Classifica scalatori
| Pos. | Corridore        | Squadra        | Punti |
| ---- | ---------------- | -------------- | ----- |
| 1    | Adrián Palomares | Kaiku          | 50    |
| 2    | Ricardo Serrano  | Kaiku          | 27    |
| 3    | Pablo Urtasun    | Kaiku          | 21    |
| 4    | Antonio Colom    | Caisse d'Epar. | 20    |
| 5    | Fabrizio Guidi   | Phonak         | 20    |

### Classifica a squadre
| Pos. | Squadra                        | Tempo     |
| ---- | ------------------------------ | --------- |
| 1    | Euskaltel-Euskadi              | 58h00'16" |
| 2    | Phonak Hearing Systems         | a 21"     |
| 3    | Lampre-Fondital                | a 29"     |
| 4    | Rabobank                       | a 1'22"   |
| 5    | Caisse d'Epargne-Illes Balears | a 1'43"   |